# 阿爾韋迪縣

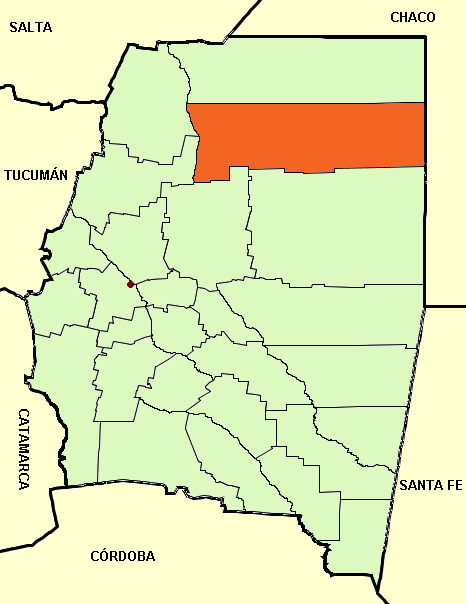

26°35′2″S 62°50′50″W / 26.58389°S 62.84722°W
阿爾韋迪縣（西班牙語：Departamento Alberdi），是阿根廷的縣份，位於該國北部聖地亞哥-德爾埃斯特羅省，首府設於坎波加略，西面是薩拉多河，面積13,507平方公里，2010年17,252，人口密度每平方公里1.28人。